# Desastre ferroviário de Sukkur
O desastre ferroviário de Sukkur ocorreu em 4 de janeiro de 1990 na aldeia de Sangi, perto de Sukkur, na província de Sindh, no Paquistão. 307 pessoas morreram, tornando-se o pior desastre ferroviário do Paquistão.
O trem em questão (Bahauddin Zakaria Express) estava em uma corrida noturna de 800 quilômetros de Multan a Karachi e transportava muito mais passageiros em seus 16 vagões do que sua capacidade de 1408 assentos. Era suposto passar em linha reta através da aldeia de Sangi, mas incorretamente os pontos ferroviários definidos enviou-o para um tapume onde colidiu com um trem de carga vazio de 67 carros a uma velocidade de pelo menos 55 quilômetros por hora. As três primeiras carruagens foram destruídas e as duas seguintes gravemente danificadas; 307 pessoas morreram e 700 ficaram feridas. A investigação concluiu que o pessoal ferroviário é "diretamente responsável" pelo desastre. Três funcionários de plantão na estação de Sangi foram acusados de homicídio culposo.